# نظریه بیولوژیکی (مجله)
نظریه بیولوژیکی (انگلیسی: Biological Theory) یک ژورنال علمی با داوری همتا است در حوزه‌های فرگشت و شناخت، از جمله روان‌شناسی شناختی، معرفت‌شناسی، فلسفه علم، فلسفه زیست‌شناسی، زیست‌شناسی فرگشتی، و زیست‌شناسی تکوینی.